# Melitaea uralicola
Melitaea uralicola är en fjärilsart som beskrevs av Felix Bryk 1940. Melitaea uralicola ingår i släktet Melitaea och familjen praktfjärilar. Inga underarter finns listade i Catalogue of Life.